# Denominacja
Denominacja – reforma walutowa, polegająca na zastąpieniu dotychczasowej waluty kraju nową, bez ingerencji w kurs walutowy. Denominacji nie należy mylić z dewaluacją, ta bowiem zakłada realne obniżenie wartości waluty krajowej wobec innych walut, podczas gdy denominacja ma charakter usprawnienia czysto technicznego, a wszelkie obniżki mają w tym wypadku charakter wyłącznie nominalny.
Wymiana wszystkich wartości (płace, ceny, kurs walutowy, rachunki bankowe etc.) odbywa się według wcześniej ustalonych proporcji. Denominacja zazwyczaj wynika z wysokiej inflacji, jakiej wcześniej doświadczyła gospodarka danego państwa – i ma sens w momencie, kiedy inflacja jest już opanowana przez bank centralny. Emisja banknotów o coraz wyższych nominałach, rosnące wartości w rozliczeniach finansowych stają się uciążliwe dla funkcjonowania zarówno pojedynczych podmiotów, jak i całej gospodarki państwowej – i stąd potrzeba zmniejszenia wartości nominalnej zawieranych transakcji.
Denominacja ma także sens społeczno-psychologiczny. Jednostka pieniądza powinna być wykreowana w taki sposób, aby oddawała w realny sposób swoją wartość, a jednocześnie dawała komfort psychiczny osobom o przeciętnych zarobkach. Uważa się, że dobrze dobrana jednostka powinna stanowić ok. 1/10000 uśrednionego zarobku w danym kraju. Denominacja złotego polskiego na przełomie 1994/1995 spełniała ten warunek z pewnym zapasem na przyszłość: w IV kwartale 1994 przeciętne wynagrodzenie w Polsce wynosiło 6 241 000 PLZ, a w I kwartale 1995 – 662,44 PLN; przez następne dziesięć lat wynagrodzenie przeciętne wzrosło w Polsce do 2 528,62 PLN w ostatnim kwartale 2005.
Należy jednak pamiętać, że akcja denominacji waluty pociąga za sobą wielkie koszty, takie jak: druk i wymiana nowych banknotów, zaktualizowanie maszyn obsługujących operacje finansowe, akcje informujące społeczeństwo itp. W 1995 roku koszt denominacji polskiego złotego wyniósł 30 milionów nowych złotych (300 miliardów starych złotych), czyli tyle, co budowa około 4 km autostrady.
Podobną rolę co denominacja spełnia stosowana czasem w podobnych sytuacjach wymiana pieniędzy na nową jednostkę walutową, tak jak wymiana marek polskich na złotówki (1 800 000 mkp → 1 zł) w 1924, węgierskich pengő na forinty (4·1029 P → 1 F) w 1946 albo wymiana argentyńskiego peso na australa (1000 p → 1 ) w 1985 i później ponownie australa na peso (10 000  → 1 peso) z końcem 1991 r.

## Niektóre reformy walutowe i denominacje na świecie
- 1923 – Niemcy – marka niemiecka – w proporcji 1 000 000 000 000:1 (bilion)
- 1945 – Grecja – drachma – w proporcji 50 000 000 000:1 (pięćdziesiąt miliardów)
- 1947 – ZSRR – rubel – w proporcji 10:1 (1:1 dla rachunków oszczędnościowych do 3000 rub.)
- 1950 – Polska – złoty – w proporcji 100:3 dla płac i cen oraz 100:1 dla gotówki  Osobny artykuł: Reforma walutowa w Polsce w 1950.
- 1953 – Czechosłowacja – korona – w proporcji 50:1,oszczędności 5.1 do limitu 5000 Kčs, gotówki tylko 300 Kčs
- 1958 – Francja – frank francuski – w proporcji 100:1
- 1961 – ZSRR – rubel – w proporcji 10:1
- 1979 – Laos – kip – w proporcji 100:1
- 1985 – Izrael – szekel – w proporcji 1 000:1
- 1994 – Jugosławia – dinar jugosłowiański – w proporcji 1 000 000 000:1
- 1994 – Jugosławia – dinar jugosłowiański – w proporcji 10 000 000 – 13 000 000:1
- 1994 – Naddniestrze – rubel naddniestrzański – w proporcji 1 000:1
- 1994 – Uzbekistan – sum uzbecki – w proporcji 1 000:1
- 1995 – Polska – złoty – w proporcji 10 000:1  Osobny artykuł: Denominacja złotego w 1995.
- 1998 – Rosja – rubel rosyjski – w proporcji 1 000:1
- 1999 – Bułgaria – lew bułgarski – w proporcji 1 000:1
- 2000 – Białoruś – rubel białoruski – w proporcji 1 000:1
- 2000 – Naddniestrze – rubel naddniestrzański – w proporcji 1 000 000:1
- 2005 – Turcja – lira turecka – w proporcji 1 000 000:1
- 2005 – Rumunia – lej rumuński – w proporcji 10 000:1
- 2006 – Azerbejdżan – manat azerski – w proporcji 5 000:1
- 2008 – Wenezuela – boliwar wenezuelski – w proporcji 1 000:1
- 2008 – Zimbabwe – dolar Zimbabwe – w proporcji 10 000 000 000:1
- 2009 – Zimbabwe – dolar Zimbabwe – w proporcji 1 000 000 000 000:1
- 2009 – Korea Północna – won północnokoreański – w proporcji 100:1
- 2013 – Zambia – Kwacha zambijska –  w proporcji 1 000:1
- 2016 – Białoruś – rubel białoruski – w proporcji 10 000:1[2]
- 2018 – Wenezuela – boliwar wenezuelski w proporcji 100 000:1